# Gay Hussar
A Gay Hussar (magyarul Víg Huszár) 1953 és 2018 között működő közismert magyar étterem volt London Soho nevű szórakozónegyedében, a 2 Greek Street cím alatt.

## Története
Victor Sassie leszerelése után, 1953-ban nyitotta meg legendás magyar éttermét a Sohóban Gay Hussar (Víg Huszár) néven. Az éttermet a magyar hadsereg elit huszárainak tiszteletére nevezték el, ugyanakkor a név kapcsolódik Kálmán Imre első operettjéhez, a Tatárjáráshoz is, melyet Londonban 1909-ben The Gay Hussar címmel mutattak be.
Az étterem hamar népszerűvé vált a művészek (pl. T. S. Eliot), valamint a baloldali sajtó munkatársai és a Labour politikusai körében. Az 1960-as, '70-es, '80-as években a hely híres volt magyar ételeiről és a politikai pletykákról, amit úgy emlegettek: „gossip and goulash” (pletyka és gulyás).
Az éttermet nyugdíjba vonulásáig, 1988-ig Victor Sassie vezette.
2013 októberében az akkori tulajdonos Corus Hotels bejelentette, hogy eladja az éttermet. A hírre újságírók, politikusok és ügyvédek egy csoportja megalapította a Goulash Co-Operative Ltd-t, hogy pénzt gyűjtsenek az étterem lízingeléséhez, de ajánlatukat a tulajdonos elutasította.
A Gay Hussar 2018 júniusában bezárt. Az épületet végül 2019-ben eladták, az új tulajdonosok pedig 2020 őszén a saját brandjük alatt Noble Rot Soho néven nyitottak új éttermet.

## Victor Sassie, az alapító
Victor Sassie (1915–1999) 1932-től a budapesti Gundel étteremben tanult és dolgozott, ahová 17 éves korában a Brit Hotel és Éttermi Egylet (British Hotel and Restaurant Association) kiküldetésében érkezett. Gundel Károly tanítványa volt, 1939-ben tért haza.
Hazaérkezését követően Londonban, a Dean Streeten Budapest néven nyitott éttermet 1939-ben.
A II. világháború alatt a titkosszolgálatnál kamatoztatta magyar nyelvtudását. A háború végén a katonai misszió tagjaként visszakerült Budapestre, itt ismerkedett meg a későbbi feleségével, Erzsébettel.

## Fordítás
Ez a szócikk részben vagy egészben  a   The Gay Hussar című angol Wikipédia-szócikk fordításán alapul.  Az eredeti cikk szerkesztőit annak laptörténete sorolja fel. Ez a jelzés csupán a megfogalmazás eredetét és a szerzői jogokat jelzi, nem szolgál a cikkben szereplő információk forrásmegjelöléseként.